# Traugott Wilhelm Gevers
Traugott Wilhelm Gevers (* 23. April 1900 in New Hanover, Natal; † 1991) war ein südafrikanischer Geologe.
Gevers studierte Geologie in Kapstadt und München, wo er 1926 promoviert wurde (Der Muschelkalk am Nordwestrande der Böhmischen Masse). Er arbeitete als Geologe in Namibia für den Geological Survey von Südafrika und war später Professor an der University of Witwatersrand.
Gevers veröffentlichte insbesondere über die Geologie von Namibia.
1958 erhielt er die Leopold-von-Buch-Plakette. Seit 1967 ist er Namensgeber für den Mount Gevers in der Antarktis.